# Amy Cashin
Amy Cashin (28 de julio de 1994) es una deportista de Australia que compite en atletismo. Participó en los Juegos Olímpicos de Tokio 2020, ocupando el undécimo lugar en su serie de la prueba de 3000 m obstáculos.